# 恭城镇
恭城镇，是中华人民共和国广西壮族自治区桂林市恭城瑶族自治县下辖的一个乡镇级行政单位。

## 行政区划
恭城镇下辖以下地区：
茶东社区、茶南社区、茶西社区、洲塘村、门楼村、孟家村、满塘村、化育村、白马村、西河村、江贝村、同乐村、乐湾村、天堂村、庄埠村、渡雷村和古城村。